# Strembo
Strembo là một đô thị ở tỉnh Trento ở vùng Trentino-Alto Adige/Südtirol của Ý, tọa lạc cách 30 km về phía tây của Trento. Tại thời điểm ngày 31 tháng 12 năm 2004, đô thị này có dân số 490 người và diện tích là 38,3 km².
Strembo giáp các đô thị: Vermiglio, Giustino, Spiazzo, Caderzone, Massimeno, Daone và Bocenago.